# Rumtopf

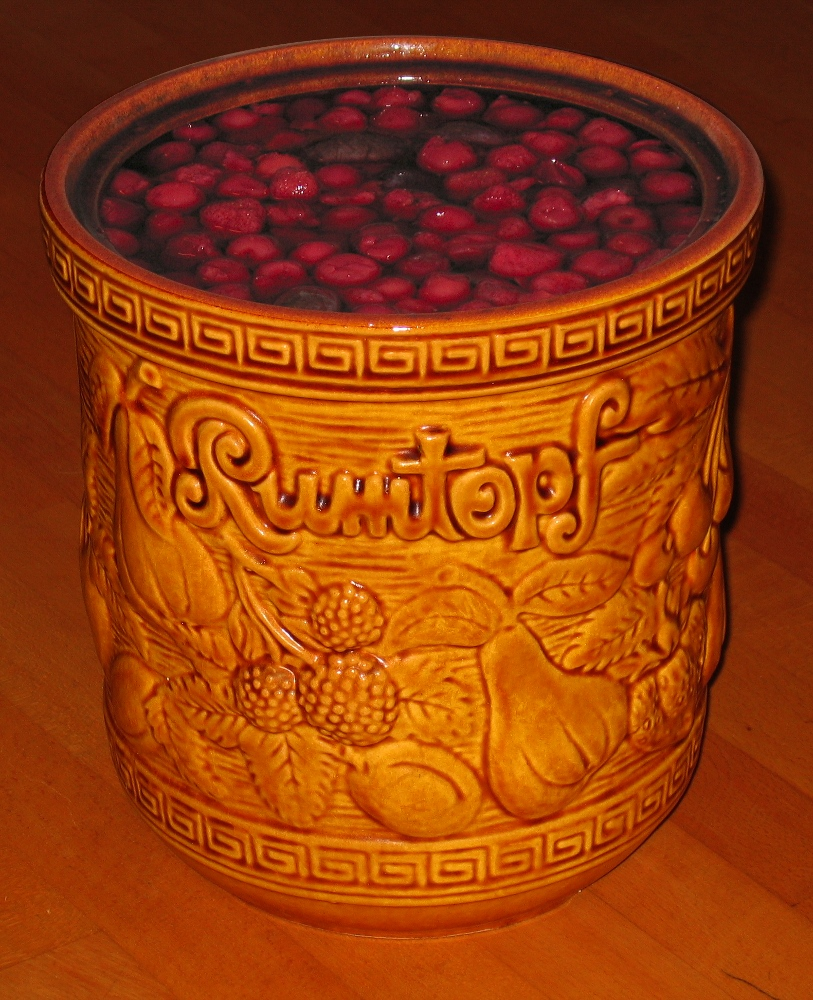
Rumtopf

Als Rumtopf bezeichnet man eine Konservierungsmethode für frisches Obst mit Rum oder Arrak und Zucker.
Zur Herstellung werden im Laufe des Sommers nach und nach reife Früchte mit etwa der gleichen Menge Zucker und hochprozentigem Rum in einem glasierten Keramiktopf eingelegt. Die Früchte müssen dabei immer mit Flüssigkeit bedeckt bleiben. An einem kühlen, dunklen Ort luftdicht verschlossen aufbewahrt ist der Rumtopf im Winter fertig und kann als Kompott zu Grießpudding und anderen Süßspeisen serviert werden.
Geeignet sind Beeren, Kirschen, Pflaumen, Aprikosen und andere Früchte.